# 谷町
谷町（日语：／）是大阪府大阪市中央區的町名。現行行政地名為谷町1丁目至谷町9丁目。1丁目至5丁目的郵遞區號為540-0012，6丁目至9丁目為542-0012。發音的重音在首字「た」上。

## 地理
地名是源自於上町台地西側斜面的谷地地形。谷町是谷町筋沿線的狹長町域。谷町筋地下有大阪市營地下鐵谷町線，並設有谷町四丁目站、谷町六丁目站、谷町九丁目站。
1丁目至3丁目東鄰大手前的政府機關，司法書士事務所林立，2丁目有大阪法務局與大阪府議會會館。8丁目與9丁目北部是稱作谷町八丁目筋寺町的寺町。

## 歷史
近世以來，天滿橋南詰（天滿橋交差點）至高麗橋通（谷町1交差點）為1丁目，至思案橋通（谷町2交差點）為2丁目，至內本町通（谷町3交差點）為3丁目，東側是大坂城大手前的武家屋敷地。
3丁目以南有以谷町命名的町名與字，至農人橋通（谷町4交差點）為錫屋町，至久寶寺橋通（谷町5交差點）為北谷町，至安堂寺橋通為南谷町。
南谷町以南的谷町筋沿線為玉木町、萬年町、立半町、柏原町。立半町與柏原町西側為生駒町、宮崎町、田島町，這一帶有大坂城南環濠遺跡空堀跡，一旁有廣大的取土坑（瓦屋藤右衛門請地）。柏原町以南是西成郡西高津村領內、谷町八丁目筋寺町。
1872年（明治5年），谷町1丁目至3丁目、錫屋町、北谷町、南谷町重編為谷町1丁目至5丁目。此5丁目屬東大組（後來的東區）。另一方面，玉木町、萬年町、立半町、柏原町屬南大組（後來的南區），同年重編為谷町筋6丁目與7丁目。此外，包含谷町八丁目筋寺町在內的西高津村在1897年（明治30年）編入大阪市東區，1900年（明治33年）成立谷町8丁目與9丁目。
8丁目與9丁目自1925年（大正14年）起劃屬新成立的天王寺區，1943年（昭和18年）改屬南區。此外，6丁目與7丁目也將谷町筋改為谷町。
1982年（昭和57年），原取土坑的東賑町、西賑町、南空堀町與田島町等編入形成現在6丁目與7丁目西側町域。1989年（平成元年）東區與南區合併，全域屬中央區。